# Гілзе-ен-Реєн
Гілзе-ен-Реєн — муніципалітет на півдні Нідерландів. Тут розташована авіабаза Гілзе-Реєн.
Реєн виріс у 19 столітті завдяки своїм шкіряним фабрикам.

## Населені пункти муніципалітету
- Реєн
- Гілзе
- Моленсхот
- Гюлтен

## Клімат
Клімат у цій місцевості має помірну різницю між високими та низькими температурами, і цілий рік випадає достатня кількість опадів. Відповідно до системи кліматичної класифікації Кеппена, Гілзе-ен-Реєн має морський клімат західного узбережжя, скорочено «Cfb» на кліматичних картах.

24 липня 2019 року температура в Гілзе-ен-Реєні досягла 39,2 °C (102,6 °F), найвища температура, яка коли-небудь була зареєстрована в Нідерландах, поки того ж дня її не перевищив Ейндговен. Однак через день, 25 липня, температура в Гілзе-ен-Реєні досягла 40,7 °C (105,3 °F), що робить його першим місцем у Нідерландах, де 40 °C (104 °F) було виміряно та забрало рекорд назад з Ейндховена. Встановлено, що зміна клімату є причиною таких високих температур у Нідерландах.
| Клімат Гілзе-ен-Реєн (1991−2020 норми, крайні значення 1951−тепер) | Клімат Гілзе-ен-Реєн (1991−2020 норми, крайні значення 1951−тепер) | Клімат Гілзе-ен-Реєн (1991−2020 норми, крайні значення 1951−тепер) | Клімат Гілзе-ен-Реєн (1991−2020 норми, крайні значення 1951−тепер) | Клімат Гілзе-ен-Реєн (1991−2020 норми, крайні значення 1951−тепер) | Клімат Гілзе-ен-Реєн (1991−2020 норми, крайні значення 1951−тепер) | Клімат Гілзе-ен-Реєн (1991−2020 норми, крайні значення 1951−тепер) | Клімат Гілзе-ен-Реєн (1991−2020 норми, крайні значення 1951−тепер) | Клімат Гілзе-ен-Реєн (1991−2020 норми, крайні значення 1951−тепер) | Клімат Гілзе-ен-Реєн (1991−2020 норми, крайні значення 1951−тепер) | Клімат Гілзе-ен-Реєн (1991−2020 норми, крайні значення 1951−тепер) | Клімат Гілзе-ен-Реєн (1991−2020 норми, крайні значення 1951−тепер) | Клімат Гілзе-ен-Реєн (1991−2020 норми, крайні значення 1951−тепер) | Клімат Гілзе-ен-Реєн (1991−2020 норми, крайні значення 1951−тепер) |
| Показник                                                           | Січ.                                                               | Лют.                                                               | Бер.                                                               | Квіт.                                                              | Трав.                                                              | Черв.                                                              | Лип.                                                               | Серп.                                                              | Вер.                                                               | Жовт.                                                              | Лист.                                                              | Груд.                                                              | Рік                                                                |
| Абсолютний максимум, °C                                            | 15,2                                                               | 19,5                                                               | 24,7                                                               | 29,1                                                               | 33,2                                                               | 34,7                                                               | 40,7                                                               | 36,2                                                               | 35,1                                                               | 27,2                                                               | 20,3                                                               | 15,9                                                               |                                                                    |
| Середній максимум, °C                                              | 6,2                                                                | 7,3                                                                | 10,9                                                               | 15,4                                                               | 18,9                                                               | 21,7                                                               | 23,7                                                               | 23,5                                                               | 19,9                                                               | 15,1                                                               | 10,0                                                               | 6,7                                                                | 14,9                                                               |
| Середня температура, °C                                            | 3,5                                                                | 3,9                                                                | 6,6                                                                | 9,9                                                                | 13,6                                                               | 16,4                                                               | 18,4                                                               | 18,0                                                               | 14,8                                                               | 11,0                                                               | 6,9                                                                | 4,1                                                                | 10,6                                                               |
| Середній мінімум, °C                                               | 0,4                                                                | 0,3                                                                | 2,1                                                                | 4,1                                                                | 7,7                                                                | 10,6                                                               | 12,8                                                               | 12,4                                                               | 9,8                                                                | 6,8                                                                | 3,5                                                                | 1,2                                                                | 6,0                                                                |
| Абсолютний мінімум, °C                                             | −19,3                                                              | −20,2                                                              | −14,2                                                              | −7,3                                                               | −2,3                                                               | 1,5                                                                | 3,9                                                                | 3,9                                                                | −0,4                                                               | −6,7                                                               | −10,8                                                              | −17                                                                |                                                                    |
| Середня кількість сонячних годин на місяць                         | 70,6                                                               | 89,9                                                               | 138,1                                                              | 188,4                                                              | 215,7                                                              | 210,1                                                              | 212,2                                                              | 198,1                                                              | 159,4                                                              | 119,4                                                              | 71,7                                                               | 57,5                                                               | 1731,1                                                             |
| Норма опадів, мм                                                   | 68.0                                                               | 63.1                                                               | 54.8                                                               | 42.5                                                               | 59.8                                                               | 66.5                                                               | 81.4                                                               | 71.6                                                               | 65.4                                                               | 69.9                                                               | 74.2                                                               | 81.9                                                               | 799.1                                                              |
| Вологість повітря, %                                               | 87.0                                                               | 84.1                                                               | 78.9                                                               | 73.1                                                               | 72.9                                                               | 74.3                                                               | 75.5                                                               | 77.1                                                               | 81.6                                                               | 85.4                                                               | 89.2                                                               | 89.0                                                               | 80.7                                                               |
| ------------------------------------------------------------------ | ------------------------------------------------------------------ | ------------------------------------------------------------------ | ------------------------------------------------------------------ | ------------------------------------------------------------------ | ------------------------------------------------------------------ | ------------------------------------------------------------------ | ------------------------------------------------------------------ | ------------------------------------------------------------------ | ------------------------------------------------------------------ | ------------------------------------------------------------------ | ------------------------------------------------------------------ | ------------------------------------------------------------------ | ------------------------------------------------------------------ |

## Галерея

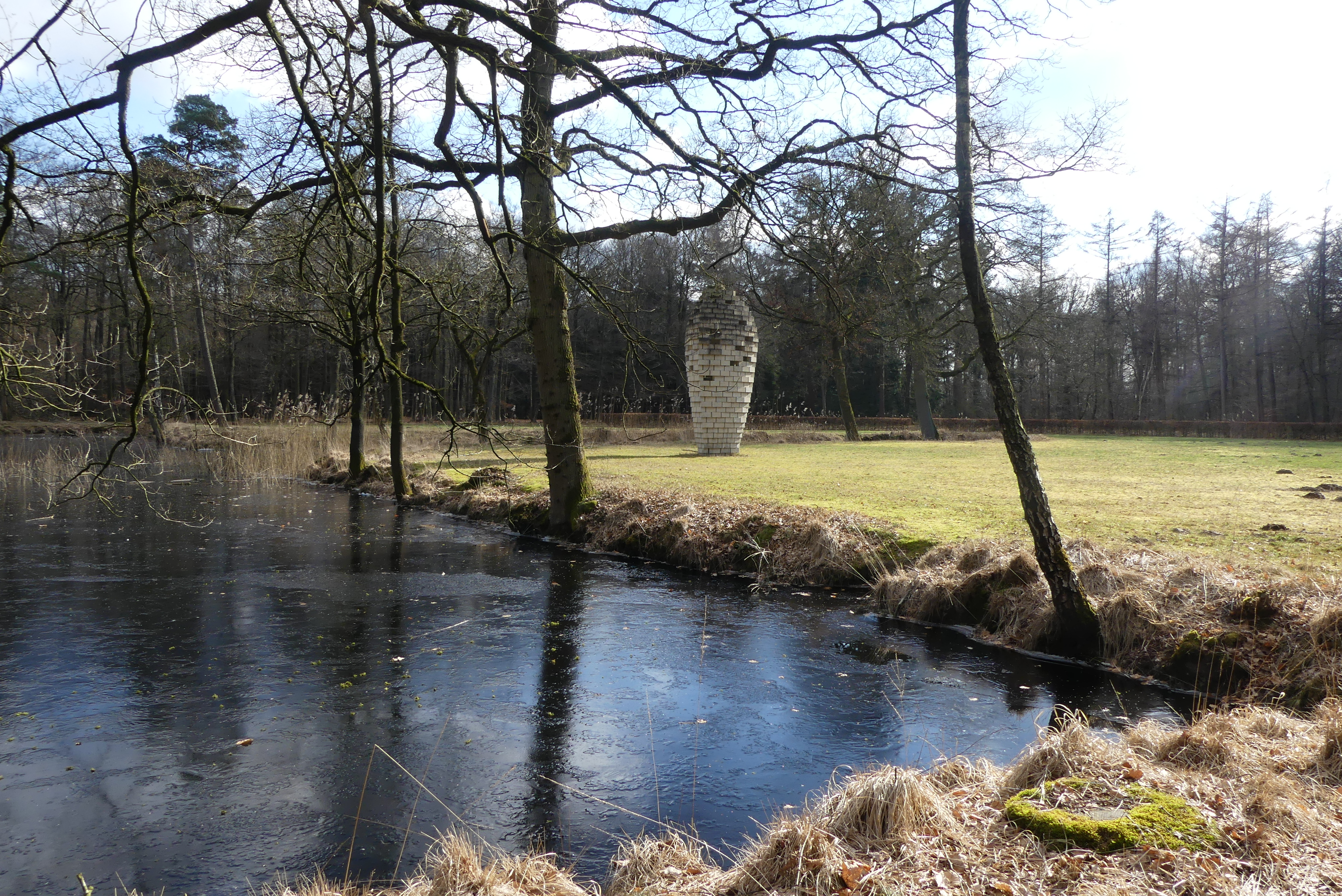
Природний заповідник Де Дуйвенторен
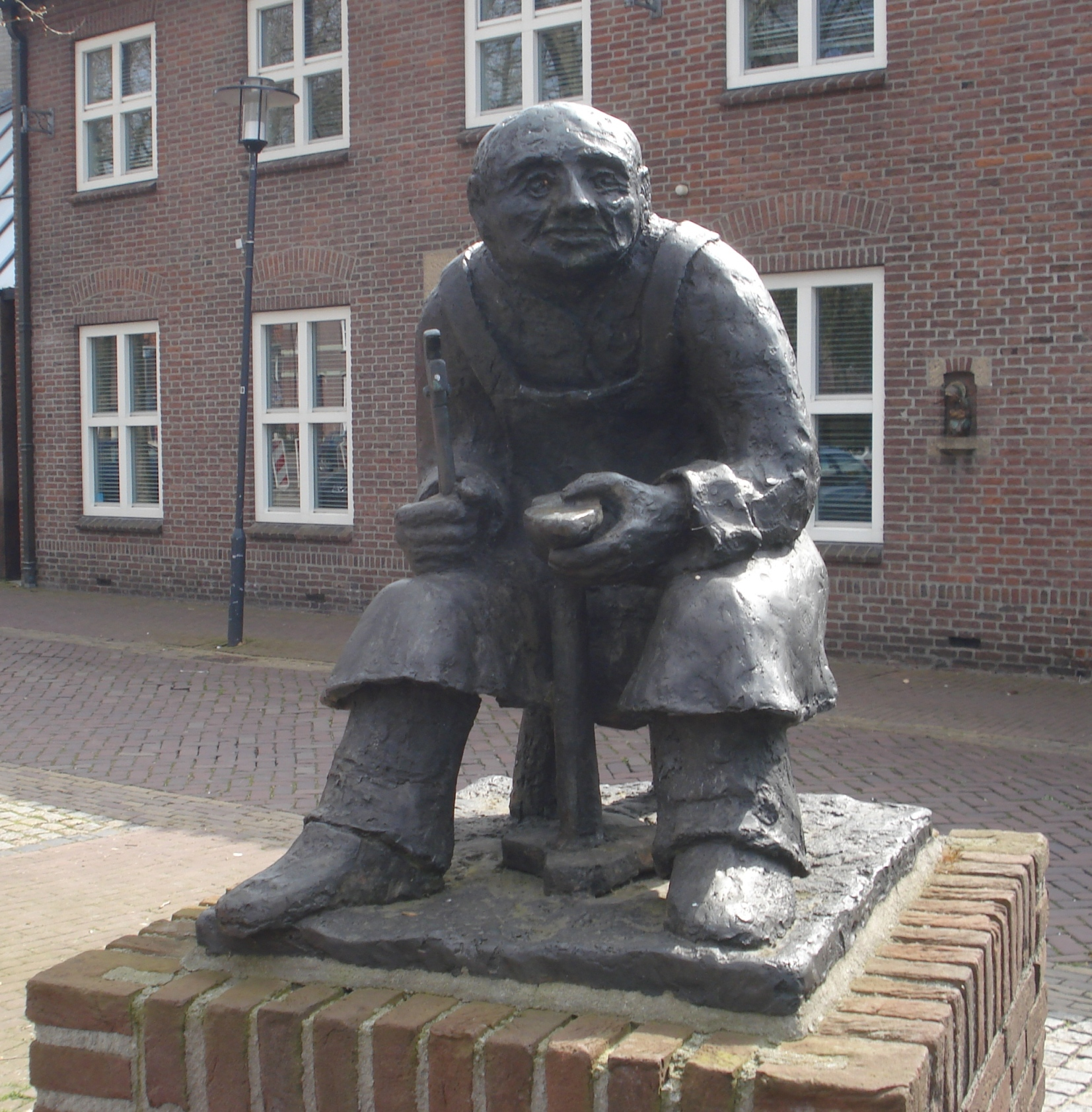
Гілзе і мистецтво шевця
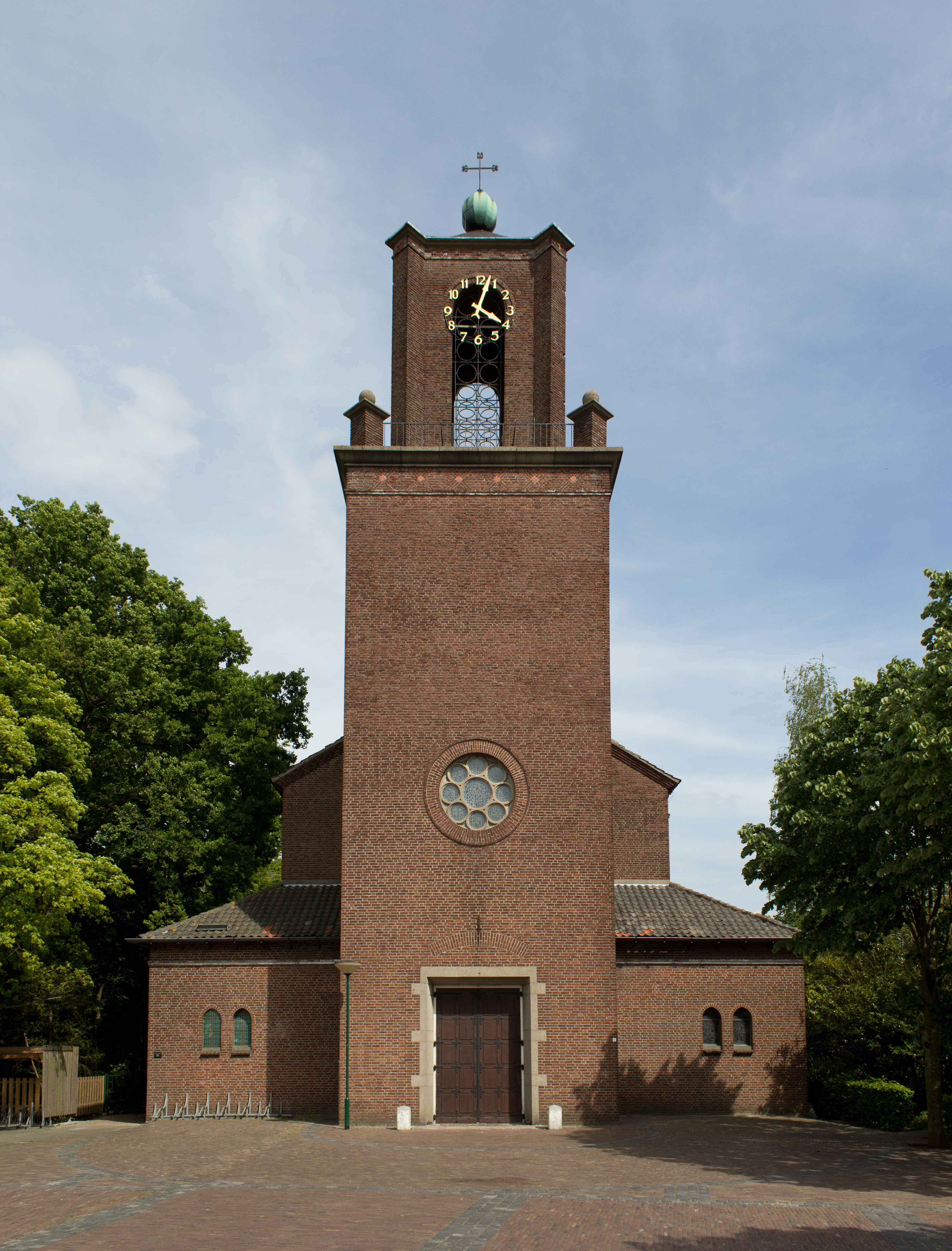
Церква Герарда Маєлла
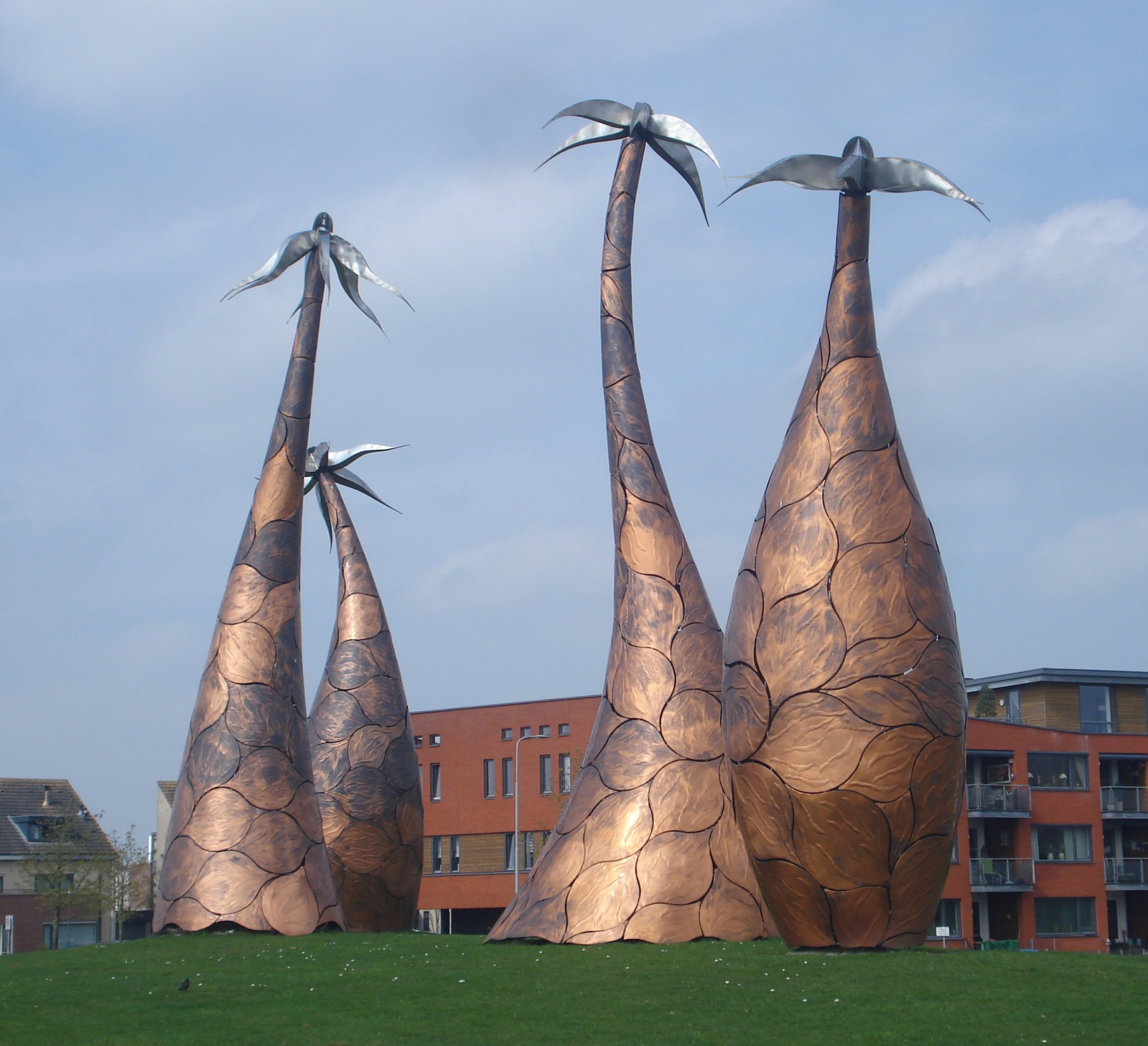
Реєн та ряди ромашок ілюстрації